# Bulbophyllum parvum
Bulbophyllum parvum là một loài phong lan thuộc chi Bulbophyllum.